# Себастиан фон Хелфенщайн
Себастиан фон Хелфенщайн-Веленхайм-Визенщайг (на немски: Sebastian von Helfenstein-Wellenheim-Wiesensteig; * 21 септември 1521; † 16 май 1564) е граф на Хелфенщайн-Визенщайг във Веленхайм в Бавария.

## Произход и управление
Той е син на граф Улрих X фон Хелфенщайн (1486 – 1548) и съпругата му графиня Катарина фон Валдбург-Зоненберг (1495 – 1563), дъщеря на граф Йохан фон Валдбург-Зоненберг-Волфег († 1510) и графиня Йохана фон Залм († 1510). Брат е на Георг II фон Хелфенщайн (* 7 ноември 1518; † 17 ноември 1573), граф на Хелфенщайн-Веленхайм-Визенщайг, фрайхер на Гунделфинген, и на Улрих XI фон Хелфенщайн-Визенщайг (* 8 февруари 1524; † 17 януари 1570), граф на Хелфенщайн-Визенщайг.
Себастиан фон Хелфенщайн-Веленхайм управлява Хелфенщайн-Визенщайг заедно с брат си Улрих XI. Те въвеждат през 1555 г. реформацията на лутеранството.
Себастиан умира на 16 май 1564 г. на 42 години. През 1567 г. съпругата на брат му Улрих XI, графиня Катарина фон Монфор-Тетнанг († 1594), въвежда отново католизизма.

## Фамилия
Първи брак: пр. 1552 г. с Мария фон дер Марк († пр. 10 юли 1563), дъщеря на Роберт II фон Марк-Аренберг (1506 – 1536) и Валбурга фон Егмонт-Бюрен († 1547). Те имат четири деца:
- Барбара фон Хелфенщайн-Визенщайг (* 19 юни 1552; † 30 ноември 1605), омъжена на 4 февруари 1578 г. за фрайхер Антон Фугер фон Кирхберг-Вайсенхорн (* 9 август 1552; † 13 април 1615)
- Улрих фон Хелфенщайн-Визенщайг (* 9 октомври 1555; † 26 септември 1581, Лютцелбург)
- Рудолф II фон Хелфенщайн-Визенщайг (* 24 март 1560; † 18 февруари 1601), граф на Хелфенщайн-Визенщайг, женен I. на 10 юни 1582 г. за фрайин Анна Мария фон Щауфен († 2 септември 1600), II. на 18 февруари 1601 г. за графиня Анна Констанция фон Фюрстенберг-Хайлигенберг, ландграфиня в Бар (* 2 април 1577; † 1659)
- Мария Магдалена фон Хелфенщайн-Визенщайг (* 24 юли 1562; † 4 март 1622), омъжена на 14 октомври 1590 г. във Визенщайг за фрайхер Йоахим Фугер фон Кирхберг-Вайсенхорн (* 2 декември 1563, Тауфкирхен; † 1607, погребан в Тауфкирхен), господар на Тауфкирхен и Алтенердинг, син на Йохан Якоб Фугер фон Кирхберг и Вайсенхорн (1516 - 1575)

Втори брак: на 21 септември 1563 г. с фрайин Мария фон Хевен († 1587), дъщеря на фрайхер Георг фон Хевен († 1542) и Елизабет фон Хоенлое (1495 – 1536). Те имат една дъщеря:
- Катарина фон Хелфенщайн-Визенщайг (* 27 септември 1563; † 25 септември 1627), омъжена на 22 април 1583 г. във Визенщайг за фрайхер Северин Фугер фон Кирхберг-Вайсенхорн (* 29 март 1551; † 15 февруари 1601, Швабмюнхен)